# Bunuri mobile din domeniul artă plastică clasate în patrimoniul cultural național al României aflate în Iordania
Acestă listă conține bunurile mobile din domeniul artă plastică clasate în Patrimoniul cultural național al României aflate la momentul clasării în Iordania.

## Fond
| Foto | Informații generale                             | Detalii tehnice                                                            | Descriere | Deținător                      | Legături |
| ---- | ----------------------------------------------- | -------------------------------------------------------------------------- | --------- | ------------------------------ | -------- |
|      | Trandafiri sălbatici Autor: Grigorescu, Nicolae | Datare: [1880-1886] Dimensiuni: 42,5 x 60 cm Material: ulei pe carton ocru |           | Colecții particulare, Iordania | Cimec    |